# Cantonul Montredon-Labessonnié
Cantonul Montredon-Labessonnié este un canton din arondismentul Castres, departamentul Tarn, regiunea Midi-Pyrénées, Franța.

## Comune
- Arifat
- Montredon-Labessonnié (reședință)
- Mont-Roc
- Rayssac